# Anfissa Potschkalowa
Anfissa Serhijiwna Potschkalowa (ukrainisch Анфіса Сергіївна Почкалова; englische Transkription Anfisa Pochkalova; * 1. März 1990 in Lwiw, Ukrainische SSR) ist eine ukrainische Degenfechterin.
Potschkalowa errang bei den Weltmeisterschaften 2009 in Antalya Bronze im Einzel. 2015 konnte sich Potschkalowa bei den Weltmeisterschaften in Moskau im Mannschaftswettbewerb zusammen mit Olena Krywyzka, Ksenija Panteljejewa und Jana Schemjakina erneut die Bronzemedaille sichern.
Ohne größeren Erfolg nahm sie zudem an den Olympischen Sommerspielen 2012 in London und 2016 in Rio de Janeiro teil.